# Edmond Van Hee
Edmond Van Hee (Lo, 26 januari 1841 - Veurne, 23 juli 1913) was bestendig afgevaardigde van de provincie West-Vlaanderen, voorzitter van de provincieraad en gouverneur ad interim.

## Familie
Edmond Alfred Marie Van Hee behoorde tot een landbouwersfamilie die sinds generaties in Lo was gevestigd. Zijn voorvader Carolus (I) Van Hee (overleden in 1724) boerde op de Madelhofstede en had een behoorlijke veestapel. Carolus (II) Van Hee volgde hem op. Hij had twaalf kinderen, onder wie Carolus (III) Van Hee, die de boerderij verder uitbaatte en ook burgemeester van Lo werd in de Franse en Hollandse Tijd. Zijn zoon Pieter Van Hee (°1814) werd gemeentesecretaris van Lo en van Nieuwkapelle en is de vader van Edmond van Hee.
Pieter Van Hee trouwde met Hortense Fraeys en ze kregen acht kinderen. Zij was een dochter van Franciscus Fraeys, op zijn beurt de zoon van Pieter Fraeys, heer van Veubeke en Maria-Josepha de Brouckère, zus van Charles de Brouckère (senior). Dit maakte Van Hee niet alleen (verre) verwant met de verschillende de Brouckères, onder wie Charles de Brouckère (junior) en Louis de Brouckère, maar bracht ook (nauwere) verwantschap mee net neven zoals Karel de Gheldere, Eugeen van Oye en Emiel en Achiel Lauwers.

## Gezin
Zelf trouwde Edmond Van Hee in 1870 met Marie-Louise Faure-Dedele. Ze werden de ouders van Georges Van Hee en de grootouders van Joseph Van Hee, allebei burgemeester van Veurne. Edmond was de broer van priester Alfons Van Hee.
Hun jongere zuster Pauline Van Hee overleed in november 1915 te Veurne. Als dame van stand had zij zich verdienstelijk gemaakt voor de armere bevolking van de stad, voor en tijdens de Eerste Wereldoorlog. Naar haar werd op de wijk De Voorstad te Veurne een straat genoemd (Pauline Van Heelaan).

## Van Hee en Guido Gezelle
Van Hee volbracht zijn middelbare studies aan het Klein Seminarie van Roeselare. Guido Gezelle gaf er toen les. Er ontstond vriendschap en Gezelle wijdde verschillende gedichten aan Van Hee, of droeg gedichten aan hem op, onder meer 
- het lichtvoetige Pas op, Mon.
- Geen blijder stond.
- G'hebt dan ook dat bitter water.
- Hoe vaart gij?
- Mocht ik in de ziele u schrijven.

Van Hee schreef zelf gedichten die hij naar Gezelle stuurde. Ze smeedden een vriendschapsband, die tot aan de dood van de meester behouden bleef. 

## Carrière
Edmond was primus in de retorica en studeerde verder aan de KU Leuven, waar hij het diploma van doctor in de rechten verwierf. Hij vestigde zich als advocaat in Veurne.
In 1872 werd hij verkozen tot katholiek provincieraadslid voor het kanton Veurne en in 1874 werd hij bestendig afgevaardigde van de provincie, een ambt dat hij tot aan zijn dood bekleedde (33 jaar). In juli 1898 werd hij daarbij ook nog verkozen tot voorzitter van de provincieraad (beide functies konden samen worden uitgeoefend). De invloed van Van Hee op de politieke activiteiten in West-Vlaanderen was aanzienlijk.
Van 24 maart tot 10 april 1907 werd hij dienstdoende gouverneur, na het onverwachte overlijden van gouverneur Jean-Baptiste de Bethune.